# Hi! School - Love On
Hi! School - Love On (hangul: 하이스쿨: 러브온; rr: Haiseukul: Rabeuon) é uma série de televisão sul-coreana exibida pela KBS2 de 11 de julho a 19 de dezembro de 2014. Estrelada por Kim Sae-ron, Nam Woo-hyun e Lee Sung-yeol.

## Enredo
Sung-yeol e Woo-hyun são dois garotos de 18 anos de idade que são ambos atormentados pelas cicatrizes emocionais de famílias desestruturadas; Woo-hyun deseja ver novamente sua mãe, que o deixou como uma criança, enquanto Sung-yeol vive com uma madrasta que ele detesta e quem ele culpa pela ruptura do casamento de seus pais. Ambos são considerados anti-sociais por normas coreanas, embora popular, corajoso e público espirituoso Woo-hyun através da escola se recusar a aplicar-se aos estudos; Sung-Yeol é estudioso e faz bem academicamente, mas é desconsiderado e desrespeitoso com seus pais, arisco e separados de seus colegas de classe, aparecendo frio e arrogante para todos. A vida dos dois juntos acidente quando um anjo desce do céu.

## Elenco

### Elenco principal
- Kim Sae-ron como Lee Seul-bi
- Nam Woo-hyun como Shin Woo-hyun
- Lee Sung-yeol como Hwang Sung-yeol
- Choi Soo-rin como Ahn Ji-hye
- Jung Jae-soon como Gong Mal-sook
- Cho Yeon-woo como Hwang Woo-jin

### Elenco de apoio
Estudantes de Grau 2 Classe 3
- Shin Hyun-tak como Kang Ki-soo (18), melhor amigo de Woo-hyun
- Kim Young-jae como Choi Jae-seok (18)
- Kim Min-young como Na Young-eun (18)
- Na Hae-ryung como Lee Ye-na (19)
- Kim Soo-yeon como Lee Da-yul (18)
- Kim Min-suk como Park Byung-wook (18), lacaio de Jae-sook
- Baek Seung-heon como Yang Tae-ho (18), lacaio de Jae-seok - sozinho
- Jung Yoo-min como Kim Joo-ah (18), vice-presidente da classe
- Chang-jae como Lee Seok-hoon (18), presidente da classe
- Lee Shi-hoo como Go Cheon-sik (18)
- Song Ji-ho como Seo Yo-han (18)

Professor do ensino médio
- Kim Kwang-sik como Kim Kwang-sik, professor de música
- Han Soo-young como Choi So-jin
- --- como Park Han-gil
- Lee Joon-hyuk como Ha Dong-geun, professor víbora
- Lee Chang-joo como Jeon Byung-chul
- Choi Sung-guk como anjo humano
- Fabien como Phillip

## Trilha sonora
1. Too Good (아까워) – Jung Gi-go com a participação de Min-woo da banda Boyfriend
2. Chocolate Cherry Night (쇼콜라 체리밤) – Mad Clown e Yozoh
3. C'mon C'mon (뜬뜬뜬뜬 뜨든뜬) – Crayon Pop
4. Yayaya (야야야) – Urban Zakapa
5. What My Heart Wants to Say (내 맘이 그게 아닌데) – Lel feat. Linzy do grupo Fiestar
6. Your Waltz (너의 왈츠) – Afternight Project
7. You (너를) – Afternight Project
8. Too Good (Inst.)
9. Chocolate Cherry Night (Inst.)
10. C'mon C'mon (Inst.)
11. What My Heart Wants to Say (Inst.)
12. Your Waltz (Inst.)
13. You (Inst.)